# صفري (بيشة)
صفري بيشة، أحد أنواع التمور السعودية، ينتج في منطقة بيشة، وهو من أكبر التمور حجما، وقد تغنى به الشعراء قديما، ونسبة السكر في هذا النوع أقل من الأنواع الأخرى. ويقام بمحافظة بيشة سنويا مهرجان للتمور يحمل اسمه .